# باوند لاند

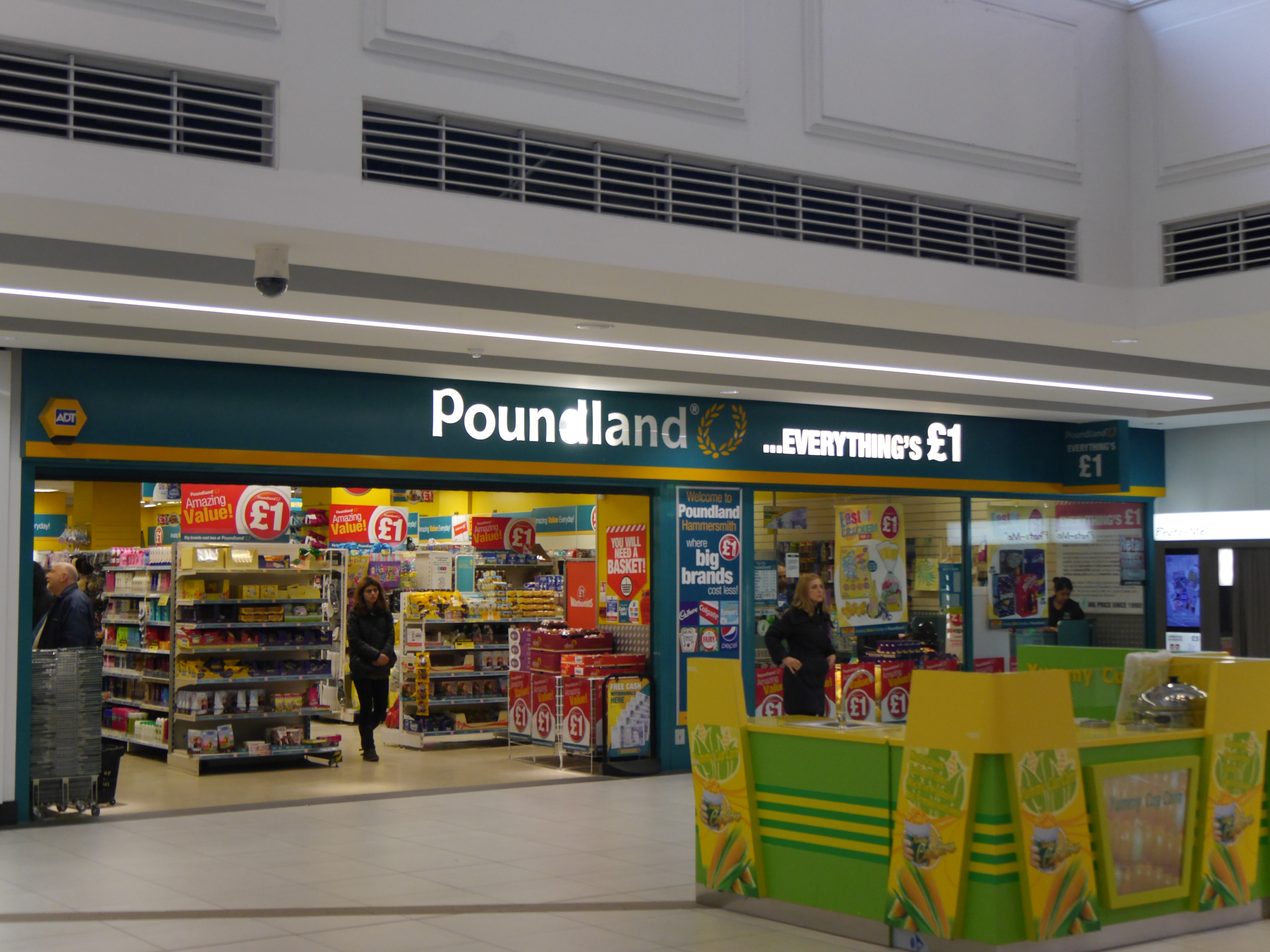
باوند لاند ، كينجز مول ، هامرسميث ، لندن

باوند لاند: Poundland هي سلسلة متاجر بريطانية متنوعة تأسست في عام 1990 وتبيع معظم العناصر بسعر واحد جنيه إسترليني واحد بما في ذلك عناصر التخليص والعلامات التجارية المسجلة الملكية.
افتتح أول متجر تجريبي في ديسمبر 1990 بعد العديد من الرفض من قبل الملاك الذين لديهم تحفظات حول السماح لمتجر واحد السعر بالعمل وذلك خوفًا من أنه قد يؤثر سلبًا على المنافسة المحلية. قام ما يقدر بنحو 7 ملايين عميل بالتسوق في Poundland كل أسبوع في عام 2016 و العديد منهم من المتسوقين الإناث في الفئات C1 و C2 و D و E  (الطبقات العاملة في نظام التصنيف الديموغرافي المستخدم في المملكة المتحدة). بعد انخفاض سعر السهم بأكثر من 50 ٪ ، تم الاستحواذ على باوند لاند في أغسطس 2016 من قبل Steinhoff International مقابل 610 مليون جنيه إسترليني.
توسع بائع التجزئة إلى أوروبا خلال النصف الأخير من عام 2011 حيث افتتح أولاً متجرًا في جمهورية أيرلندا ثم قام لاحقًا بتشغيل سلسلة فرعية من متاجر الخصم في أوروبا القارية تحت اسم Dealz. استحوذت باوند لاند على أقرب متاجر 99p منافسًا في عام 2015  مما جعل باوند وورلد أقرب منافس يفلس في عام 2018.  منذ أغسطس 2018 أصبحت باوند لاند قاضية على فئة تصنيف متجر الجنيه في المملكة المتحدة.

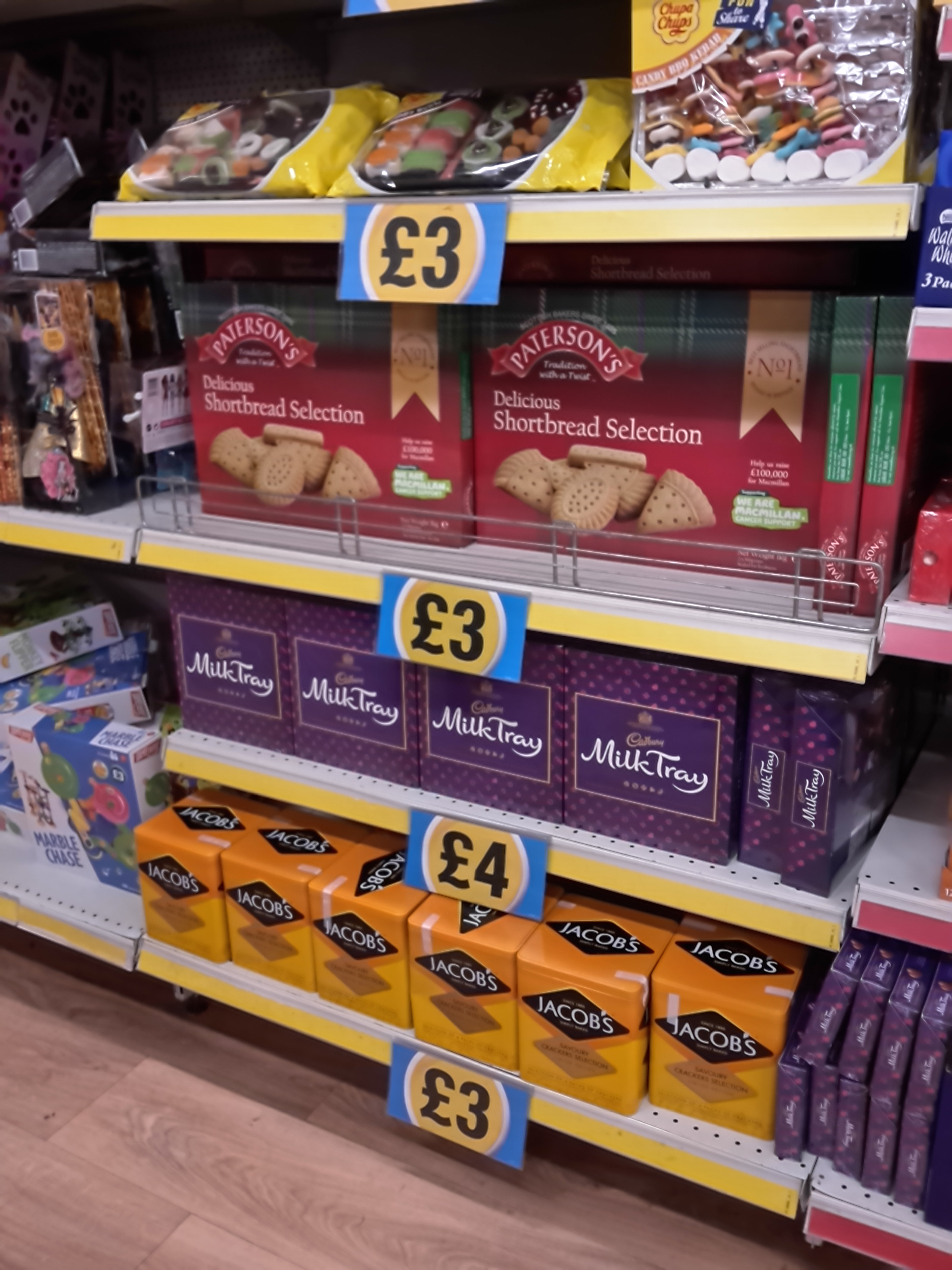
العناصر المعروضة للبيع في باوندلاند والتي تكلف أكثر من 1 جنيه إسترليني

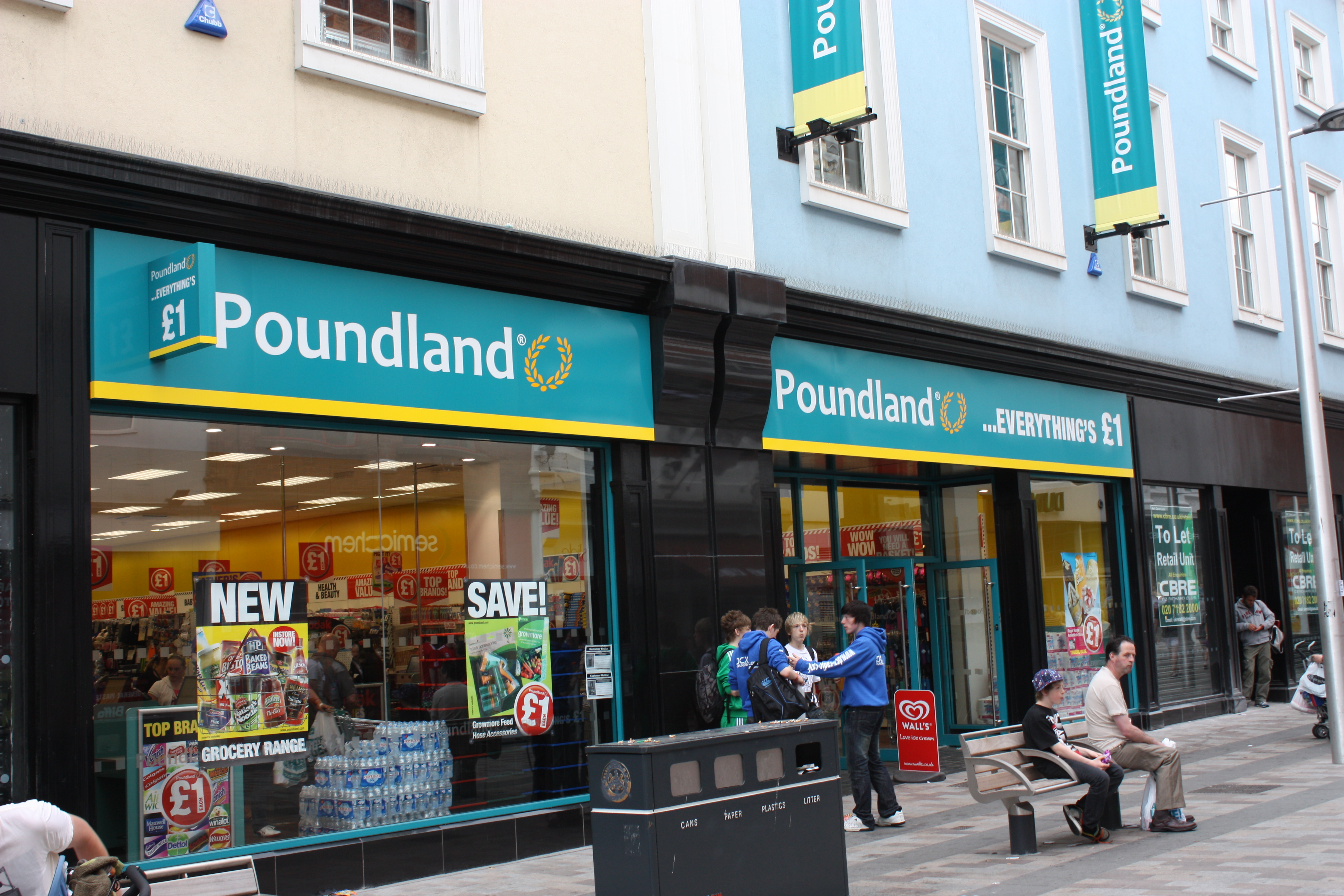
صورة خارجية للمتجر في 2010

## تاريخيا

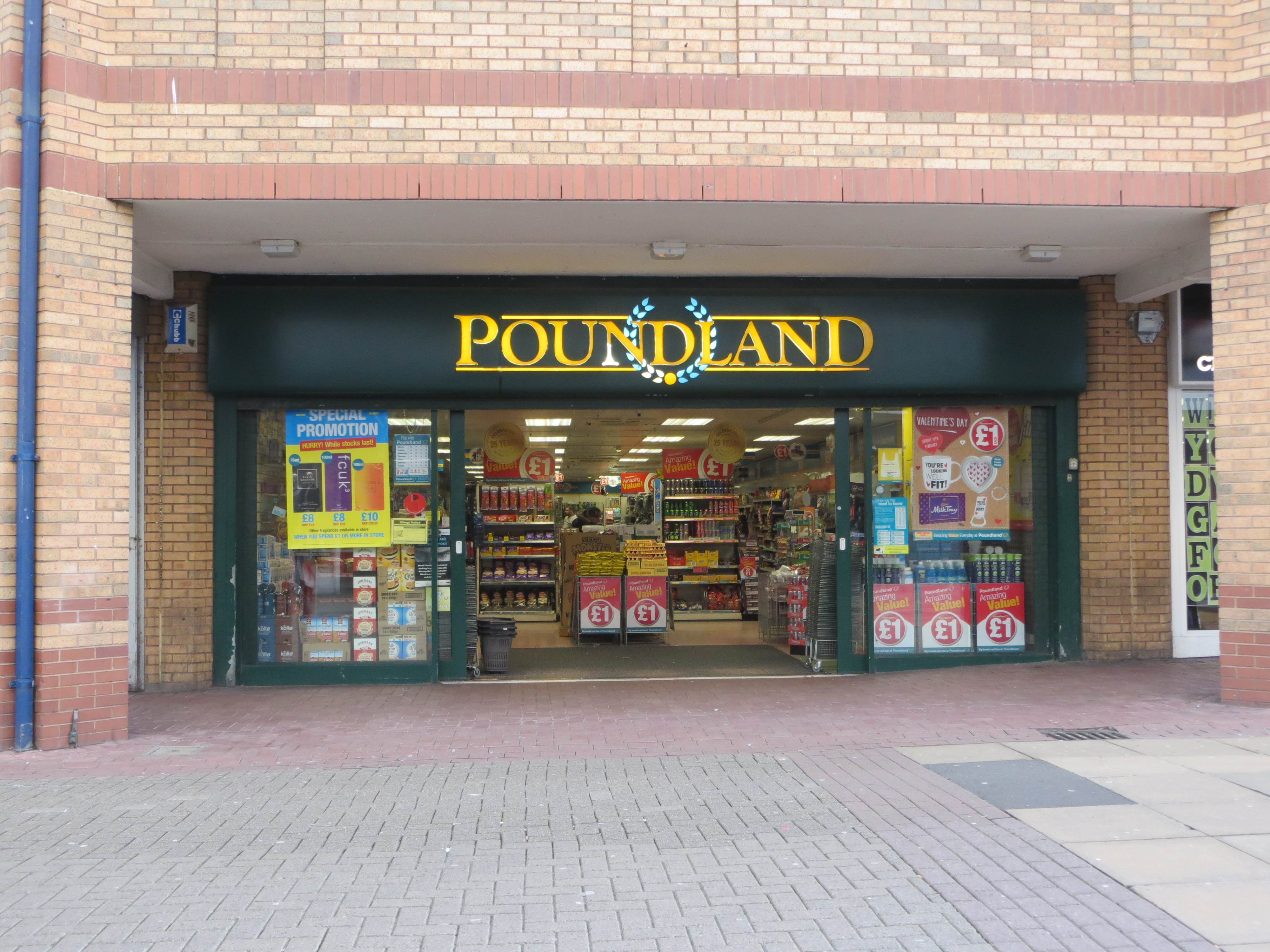
واجهة تقليدية لأحد فروع Poundland القديمة – مثال على التصميم الكلاسيكي للمتاجر منخفضة التكلفة في المملكة المتحدة

### 1990-1999: التكوين والتاريخ المبكر
تأسست شركة باوند لاند على يد ديف دود وستيفن سميث في أبريل 1990  برأس مال ابتدائي قدره 50000 جنيه إسترليني فقط. 
افتتح أول متجر تجريبي في ديسمبر 1990 في مركز Octagon بورتون أبون ترينت، .فشلت المحاولات السابقة لفتح متاجر تجريبية بعد أن رفضها أصحاب العقارات الذين لديهم تحفظات بشأن السماح لمثل هذا المتجر بالعمل وشككوا في أن مفهوم السعر الواحد سينجح في المملكة المتحدة. 
بحلول نهاية العام الأول كانت شركة باوند لاند تعمل من عدة متاجر وحققت أكثر من مليون جنيه إسترليني و بأرباح قدرها 6000 جنيه إسترليني. استمر النمو خلال أوائل التسعينيات، مع ستة متاجر بحلول ديسمبر 1991 وسبعة متاجر أخرى بعد ذلك بعام. في عام 1995 فشل سميث في التخطيط لمزيد من مساحة المستودعات ودفع نمو التجزئة سعة التخزين إلى ما هو أبعد من حدودها. رداً على سرقة المخزون المرتفعة بشكل غير مقبول ، تم بناء مستودع جديد بمساحة 130،000 قدم مربع (12،000 متر مربع) ، على الرغم من أنه خفض الأرباح من 850،000 جنيه إسترليني في 1994 إلى 400،000 جنيه إسترليني في عام 1995. تم حل الصعوبات التشغيلية طوال عام 1996 ، عندما تم افتتاح مكتب جديد في هونغ كونغ لدعم مصادر المنتجات والعمليات في المملكة المتحدة. 

### أوائل العقد الأول من القرن الحادي والعشرين إلى منتصفه: التوسع والاستحواذ الإداري
على الرغم من تحمّله لسنوات قليلة مضطربة إلا أنه بحلول العقد الأول من القرن الحادي والعشرين أصبحت شركة باوند لاند شركة بملايين الجنيهات الاسترلينية وافتتحت متجرها رقم 150 في نورثهامبتون في منتصف عام 2006 بزيادات مطردة في إجمالي المبيعات على مدار العقد.  بعد شراء الإدارة في عام 2002 من قبل شركة Advent International مقابل 50 مليون جنيه إسترليني  واصلت الشركة النمو مع نمو أرباحها السنوية بنسبة 46٪ سنويًا من 4.1 مليون جنيه إسترليني في عام 2006 إلى 12.7 مليون جنيه إسترليني في عام 2009.  تحدث رئيس مجلس الإدارة كولين سميث في أبريل 2005 حيث كشفت شركة Poundland أنها استثمرت 20-25 مليون جنيه إسترليني في بناء مركز توزيع بمساحة 300000 قدم مربع (28000 متر مربع) وأشار إلى وجود مجال كبير لمزيد من النمو قائلاً «يمكننا أن نتصور بوضوح أن هذه السلسلة لها أكثر من 400 متجر في المستقبل»؛  تم الوصول إلى هذا الهدف في عام 2012 مع افتتاح متجر Haringey الخاص بهم. 

### أواخر عام 2000: الركود الاقتصادي
سجلت باوند لاند مبيعات قوية في وقت الأزمة الاقتصادية حيث كانت عائدات 2008-2009 أقل بقليل من 400 مليون جنيه إسترليني ارتفاعًا من 330 مليون جنيه إسترليني في العام السابق.  على الرغم من ذلك أغلقت باوند لاند متاجر غير مجدية من الناحية المالية حتى لو كانت في وضع جيد كما هو الحال في ويست إيلينغ حيث كان يعتقد أن تكاليف الإيجار المرتفعة كانت أحد أسباب انسحاب الشركة من المنطقة. أشار الرئيس التنفيذي السابق جيم مكارثي إلى أن هناك فكرة خاطئة مفادها أن شركة باوند لاند هي شركة أفضل في فترة الركودقائلاً إنها أفضل خلال الظروف الاقتصادية العادية لكنها قوية بما يكفي لإدارة جيدة في ظل أي ظروف اقتصادية. 
عندما تم تخفيض معدل ضريبة القيمة المضافة في نوفمبر 2008 من 17.5٪ إلى 15٪ ظلت أسعار باوند لاند ثابتة عند 1 جنيه إسترليني بعد أن احتفظت بالسعر الفردي البالغ 1 جنيه إسترليني لمدة 18 عامًا أثناء استيعاب الرسوم وزيادة تكاليف الموردين قائلة إن الوفورات سيتم تجاوزها بطرق أخرى.  ظهرت تقارير في سبتمبر 2008 تفيد بأن مالكي شركة باوند لاند ، Advent International كانوا سيطرحون سلسلة البيع بالتجزئة للبيع ، مع أرقام تظهر أن تجار التجزئة ذوي القيمة شهدوا ازدهارًا في الأعمال خلال فترة الركود الاقتصادي مع ملاحظة أن العملاء المهتمين بالقيمة كانوا يتحولون من التقليدية أكبر تجار التجزئة في السوبر ماركت للضروريات اليومية.  أعلن بائع التجزئة في عام 2010 عن زيادة في المبيعات بنسبة 35٪ تقريبًا خلال فترة الأعياد 2009-2010. 

### منذ عام 2010
في أوائل عام 2010 كان مالكي شركة Advent International أصحاب شركة Poundland يخططون للاستفادة من عودة ظهور تجار التجزئة بأسعار مخفضة من خلال التحضير لطرح السلسلة للبيع. جاء التقرير في الوقت الذي أظهرت فيه الأرقام أن تجار التجزئة القيمين كانوا يشهدون ازدهارًا تجاريًا في ظل المناخ الاقتصادي الحالي  حيث أعرب باركليز برايفت إكويتي عن اهتمامه بالاستحواذ المحتمل على باوند لاند مقابل 200 مليون جنيه إسترليني. في 4 مايو 2010 تم الإعلان عن بيع باوند لاند إلى شركة الأسهم الخاصة الأمريكية واربورغ بينكوس مقابل 200 مليون جنيه إسترليني  وكان موضوع طرح عام أولي في مارس 2014. 
استحوذت الشركة على 99p Stores عام 2015 وتبع ذلك انخفاض في سعر سهمها من 350p إلى 150p في أغسطس 2016 تم بيع باوند لاند المتعثرة الآن لشركة Steinhoff International الجنوب أفريقية مقابل 610 مليون جنيه إسترليني.  وافق مساهمو باوند لاند على عملية الاستحواذ في سبتمبر 2016.  حولت الشركة متاجر 99p تحت العلامة التجارية باوند لاند وقدمت "Poundland & More" والتي تبيع بمجموعة من الأسعار المختلفة في المتاجر التي تم الاستحواذ عليها. 

## متحف باوند لاند
تم إنشاء متحف باوند لاند في لودستون هول - كلافيرلي. إقامة كيث سميث والد ستيف سميث الذي شارك في تأسيس باوند لاند. يصور هذا حياة ستيف سميث وصعوده كصاحب كشك في سوق بيلستون إلى مليونير.

بانوراما قاعة لودستون ، كلافيرلي المملكة المتحدة. يملكها والد ستيف سميث مليونير باوند لاند.
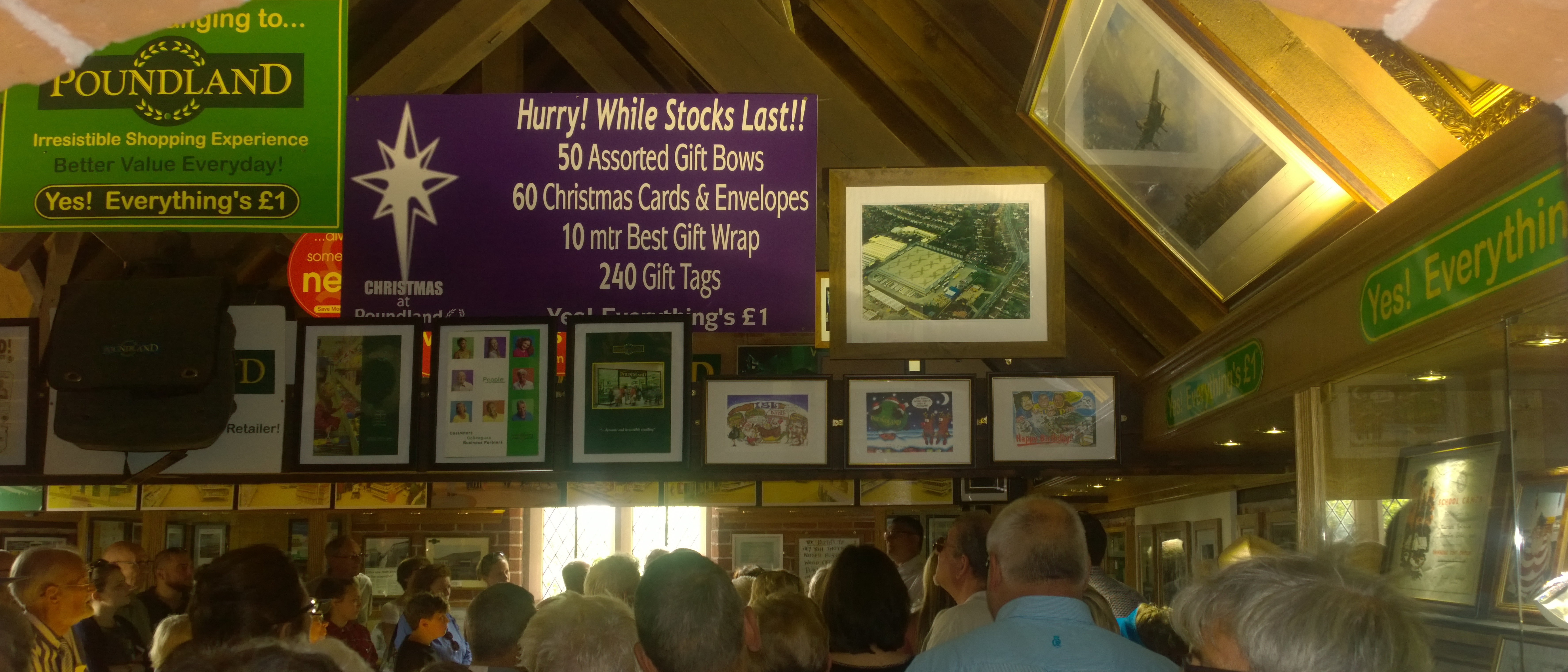
متحف ستيف سميث باوند لاند